# Hannah Arendt
Hannah Arendt, ameriška politična teoretičarka in filozofinja nemško-judovskega izvora, * 14. oktober 1906, Linden, Hannover, Nemčija, † 4. december 1975, New York, ZDA.
Kljub temu, da je pogosto opisana kot filozofinja, je sama zavračala to oznako. Menila je, da se filozofija ukvarja s "človekom v ednini" ("man in the singular"). Opisovala se je za politično teoretičatko, saj se njeno delo osredotoča na dejstvo, da "ljudje, ne Človek, živijo na Zemlji in poseljujejo svet". Med 2. svetovno vojno, med holokavstom, ki jo je močno zaznamoval, je pobegnila v ZDA in postala ameriška državljanka. Ukvarjala se je z naravo  moči, neposredno demokracijo, avtoriteto in totalitarizmom.
Hannah Arendt  je bila hčerka Marthe in Paula Arendt. Rodila se je v laični judovski družini v Hannovru, otroštvo pa je preživela v Königsbergu in Berlinu. Hannah se je v mladosti počutila bolj Nemka kot Judinja in ob prihodu antisemitizma pa je svoje judovstvo definirala predvsem v negativnem smislu, vendar ga ni zanikala.
Študirala je filozofijo v Marburgu pri Martinu Heideggerju, s katerim se je zapletla v kratkotrajno in problematično ljubezensko razmerje. Pozneje se je preselila v Heidelberg, kjer je pod mentorstvom Karla Jaspersa diplomirala ne temo ljubezni pri Svetem Avguštinu.  Leta 1929 se je v Berlinu poročila z Güntherjem Sternom, kasneje znanim kot Günther Anders. 

## Pariz
Po prihodu nacistov na oblast je emigrirala v Francijo, kjer je sodelovala z organizacijo, ki je judovskim emigrantom pomagala pri begu v Palestino. V tem obdobju se je podrobneje seznanila tako s sionističnimi kot z marksističnimi idejami, kar je globoko vplivalo na poznejši razvoj njene misli. V istem času je spoznala tudi Walterja Benjamina, bratranca svojega prvega moža, s katerim je sklenila tesno prijateljstvo. S prvim možem sta se ločila leta 1937 ko ji je bilo tudi po nürenberških zakonih odvzeto državljanstvo. Leta 1940 se je poročila z nemškim pesnikom in marksističnim filozofom Heinrichom Blücherjem. Kasneje tega leta, ko so Nemci vojaško okupirali severno Francijo, so pričeli z izganjanjem tujih Judov v internacijska taborišča na jugu Francije, kjer je bila Hannah zaprta v kampu Gurs kot tuji sovražnik.

## New York
Tako kot večina je tudi Arendtova lahko zapustila Gurs po nekaj tednih. S svojo materjo in možem je leta 1941 zapustila Francijo in prek Portugalske potovala v Združene države Amerike. Potovali so z ilegalno izdanimi vizami, ki jim jih je priskrbel ameriški diplomat Hiram Bingham, ki je pomagal 2.500 judom na tej poti. Ko so prispeli v New York, je Hannah postala aktivna v tamkajšnji nemškojudovski skupnosti. Od leta 1941 do leta 1945 je pisala kolumne za nemško jezični judovski časopis Aufbau. 

## Po vojni
Po drugi svetovni vojni se je Arendtova vrnila v Nemčijo in delala za Youth Aliyah, sionistično organizacijo, ki je pred holokavstom rešila na tisoče otrok in jih nastanila v Britanskem delu Palestine. Postala je zelo dobra prijateljica z Karlom Jaspersom in njegovo ženo, in z njim razvijala globoko intelektualno prijateljstvo. V tem času je začela z dopisovanjem z Ameriško avtorico Mary McCarthy. Leta 1950 je dobila ameriško državljanstvo in začela sodelovati s številnimi ameriškimi univerzami in inštituti. Istega leta se je Hannah ponovno začela videvati z Heideggarjem, in imela – kot je to poimenoval Ameriški pisatelj Adam Kirsh – 'kvazi-romanco', ki je trajala dve leti. V tem času je Arendtova Heideggerja branila kritik, ki jih je prejemal zaradi njegovih dejanj v Tretjem rajhu, ko je bil ponosen član NSDAP. Prikazovala ga je kot naivnega moškega in trdila, da njegove filozofije niso v nikakršni povezavi z nacionalnim socializmom. V tem času je oblikovala svoj pogled na svet, ki ga je razvijala skozi številne knjige in članke ter začela predavati na številnih uglednih univerzah. 
Leta 1951 je izdala knjigo Izvori totalitarizma, v kateri je kritično analizirala zgodovino nastanka totalitarizmov 20. stoletja: nacizma in stalinizma. V njej je razvila tezo, da je totalitarizem sistem, ki prek nenehnega uničevalnega gibanja skuša izkoreniniti vsakršno obliko človeške svobode in nadomestiti človeško individualnost s povsem vodljivo masovno družbo. 
Hannah je sprva podpirala sionizem, ampak je postajala vse bolj kritična, trdila je, da sionistična gibanja odsevajo judovsko nemoč – priznanje, da Judje kot manjšina niso zmožni uspeti in da za uspeh potrebujejo lastno državo – in zanjo je bila to zgolj druga oblika judovske šibkosti enakega tipa, kot slabost zaradi katere je prišlo do holokavsta.
V svojih poznejših delih se je preusmerila k vprašanjem politične svobode in javnega delovanja. Oddaljila se je od filozofske tradicije, iz katere je izšla, in skušala na podlagi izkušnje starogrške politike in teorije na novo formulirati nekatera klasična pojmovanja, predvsem v razmerju do političnega delovanja. V letih 1951–1962 je objavila številna dela, v katerih je obravnavala tako aktualna kot teoretična politična vprašanja.
Leta 1960 je Arendtova kot dopisnica ameriškega časnika New Yorker iz Jeruzalema poročala o procesu proti nacističnemu zločincu Adolfu Eichmannu, ki je odločilno sodeloval pri organizacijski izvedbi holokavsta. Na podlagi te izkušnje je naslednje leto izdala knjigo Eichmann v Jeruzalemu: poročilo o banalnosti zla, v kateri je trdila, da Eichmann ni bil nikakršna »pošast«, kakor ga je skušalo prikazati izraelsko javno tožilstvo, temveč običajen birokrat, ki je brez razmišljanja opravil to, kar so od njega zahtevali nadrejeni. Knjiga je povzročila burne odzive, ki so se razvili v eno prvih večjih javnih polemik o naravi in pomenu holokavsta v zahodni javnosti.
V desetletju pred smrtjo se je Hannah Arendt, tudi na podlagi ponovnega premisleka o nacizmu in holokavstu, preusmerila k razmišljanjem o problematiki etike in morale. V svojem zadnjem delu Life of Mind, ki je ostalo nedokončano, se je spet lotila filozofskih vprašanj v ožjem pomenu, od katerih se je oddaljila v prejšnjih desetletjih.
Hannah Arendt velja za eno najpomembnejših političnih teoretikov 20. stoletja. V Sloveniji se z njeno mislijo ukvarjata zlasti Vlasta Jalušič in Tonči Kuzmanić. Umrla je  4. decembra 1975 v 69. letu starosti v New Yorku zaradi srčne kapi. Pokopana je s svojim možem, Heinrichom Blücherjem, pri Bard Collegu v Annandale-on-Hudsonu v New Yorku.

## Eichman v Jeruzalemu
V svojem poročilu za The New Yorker, ki ga je pisala leta 1961 med sojenjem Adolfu Eichmannu, je Hannah Arendt izumila frazo "banalnost zla". Z njo je opisala Eichmannov fenomen. V članku, ki je bil kasneje razširjen v knjigo, ki je izšla leta 1963, se je vprašala, ali je zlo radikalno, ali preprosto pomanjkanje razmišljanja, tendenca navadnih ljudi, da upoštevajo ukaze in se podrejajo masovnemu mnenju in mišljenju, brez kritičnega mišljenja o posledicah svojih dejanj ali njihovi odsotnosti. Bila je zelo kritična o načinu sojenja v Izraelu in nekaterih judovskih voditeljev med holokavstom. Zaradi svojega ostrega pogleda so bili njeni nazori predmet kritik. Njena dela pa zaradi ostrega pogleda niso bila prevedena v hebrejščino do leta 1999.

## Izvori totalitarizma
V svojem zgodnjem delu Izvori totalitarizma (	The Origins of Totalitarianism, 1951) je Hannah Arendt iskala vzroke za nastanek dveh totalitarizmov, ki sta uničila na desetine in desetine milijonov ljudi. V teh pojavih je videla nekaj bistveno novega, ne le ekstremnih oblik tiranije. To novo v politiki je našla v terorju in ideologiji. Če se je v preteklosti teror pojavljal kot skrajno politično sredstvo za prevzem ali utrjevanje oblasti, postane v totalitarnih sistemih cilj. Njegova nujnost sledi iz železnih zakonov zgodovine, ki narekujejo dokončno zmago brezrazredne družbe. Izvori totalitarizma še danes veljajo za nepreseženo delo o totalitarizmu.

## Vita activa
Vita activa (The Human Condition 1958, Vita activa oder Vom tätigen Leben 1960) je bila izdana leta 1958. Glavno vprašanje, ki si ga avtorica postavlja v knjigi Vita activa, je: Kaj počnemo, ko smo dejavni? J V knjigi je predstavila kategorije kot so vita activa v modernem svetu. Definirala je tri glavne človeške dejavnosti: delo, ustvarjanje in delovanje.

## O nasilju
V svoji knjigi O nasilju (On Violence, 1970) je Hannah Arendt enačbo »oblast je nasilje« postavila pod vprašaj. V uvodu v knjigo izpostavlja, da se je v razpravo spustila predvsem zato, ker je v zvezi z analizo in pojmom nasilja obstajala »nepopisna zmešnjava«. Obenem je zaznala strašen razkorak med fascinacijo nove generacije z nasiljem in retoričnim poveličevanjem nasilja pri novi levici ter dejanskim potekom upora na univerzah, ki je zamajal temelje oblasti – vendar ne z nasilno dejavnostjo, pač pa, ravno nasprotno, s političnim, nenasilnim delovanjem.

## Hannah Arendt (film)
Film je postavljen v zgodnja 60. leta 20. stoletja ter se osredotoči na dogodke, ki so Hanno Arendt privedli do njene najslavnejše teorije o banalnosti zla. Hannah Arendt izve, da je v Buenos Airesu v Argentini izraelska tajna služba ugrabila nacista Adolfa Eichmanna. Odloči se, da bo poročala s sojenja. A med sojenjem spozna, da je Eichmann navaden človek, kar privede do nastanka ene najbolj kontroverznih knjig o holokavstu. Film se zaključi s Hanninim predavanjem o banalnosti zla. Film iz leta 2012 je režirala Margarethe von Trotta, Barbara Sukowa pa je igrala Hanno Arendt. Film je dobil srebrno nagrado za najboljši film na Nemških filmskih nagradah leta 2013, bil pa je tudi na več festivalih, med drugim Toronto in LIFFE.

## Dela v slovenščini
- Vita activa, prev. Vlasta Jalušič, Krtina, Ljubljana 1996.
- Kaj je filozofija eksistence?, prev. Martina Soldo, Društvo Apokalipsa, Ljubljana 1998.
- Izvori totalitarizma, prev. Zdenka Erbežnik, Polona Glavan in Patricija Pajon, Študentska založba, Ljubljana 2003.
- Resnica in laž v politiki, prev. Martina Soldo, Društvo Apokalipsa, Ljubljana 2003.
- Med preteklostjo in prihodnostjo: šest vaj v političnem mišljenju, prev. Vlasta Jalušič, Gorazd Korošec, Marja Kuzmanić, Tonči Kuzmanić in Dušan Rebolj, Krtina, Ljubljana 2006.
- Eichmann v Jeruzalemu, prev. Polona Glavan, Študentska založba, Ljubljana 2007.
- Kaj ostane? Ostane materni jezik (intervju z Günterjem Gausom), prev. Darij Zadnikar, v: »Časopis za kritiko znanosti«, leto 24, št. 80/81 (1996).
- Heideggrova volja do ne-hotenja, prev. Martina Soldo, v: »Apokalipsa«, št. 29/30 (1999).
- Pisma : Hannah Arendt – Martin Heidegger, prev. Aleš Košar, v: »Nova revija«, leto 18, št. 202/203 (1999).
- Razumevanje in politika, prev. Luka Lisjak Gabrijelčič, v: »Nova revija«, leto 25, št. 289/290 (2006).
- Težavnosti razumevanja, prev. Luka Lisjak Gabrijelčič, v: »Blodnjaki smisla: misliti humanizem danes«, zbornik DHG, Društvo humanistov Goriške, Nova Gorica 2007.